# Shuangqiao
Shuangqiao (en chino, 双桥; pinyin, Shuāngqiáo (escuchar)ⓘ) es un distrito urbano bajo la administración directa de la ciudad-prefectura de Chengde. Se ubica en la provincia de Hebei, este de la República Popular China. Su área es de 651 km² y su población total para 2010 superó los 4200 mil habitantes. 

## Administración
El distrito de Shuangqiao se divide en 14 pueblos que se administran en 7 subdistritos y 7 poblados.

## Toponimia
El topónimo Shuangqiao [/Shúang-Chíao/] significa 'doble Qiao'. En 1980 se fusionaron las áreas de Hongqiao (虹桥) y Cuqiao (翠桥) para formar el nuevo distrito que combinaba las dos Qiao (桥), de ahí su nombre.